# 스티븐슨 스쿨
스티븐슨 스쿨(Stevenson School)는 미국 캘리포니아주의 페블 비치에 위치한 4년제 대학입시 준비 사립 기숙학교이다. 유치원생부터 고등학생까지 입학을 받지만, 고등학교는 모든 기능, 교사, 캠퍼스가 분리되어 있어서 사실상 이름만 같을 뿐 서로가 30마일 가량의 거리를 두고 완전히 분리되어 있는 별도의 교육기관이다. 유치원과 중학교는 카멜에, 고등학교는 페블비치에 위치해 총 2개의 분리된 캠퍼스를 가지고 있다. 학교시설은 야외수영장, 테니스코트, 체육관, 과학빌딩, 언어빌딩, 카페 루이루이(다이닝 홀), 매점, 기숙사등이 있다.

## 학교 재정
스티븐슨 스쿨(Robert Lewis Stevenson School)은 1952년에 개교하였으며 미국 캘리포니아 패블비치에 소재한 Prep 보딩스쿨. 아름답고 안전한 주변환경이 매우 뛰어나며,50 에이커의 토지에 두 개의 캠퍼스로 나누어 있다. 카멜캠퍼스는 Preschool, 킨더가든부터 8학년을 위한 데이스쿨, 패블비치 캠퍼스는 9학년부터 12학년을 위한 college prep school이다. 재정은 현재 2천4백만달러(미국보딩스쿨평균: 1천3백만달러)이며, 총 학생수는 750명 (Pre, 킨더가든부터 고등학교까지), 미국내 다양한 주에서 입학한 학생들과 해외 사우디아라비아, 중국, 한국, 카쟈흐스탄,싱가폴 등지에서 입학한 학생들이 커뮤니티를 이루며 양질의 교육을 받고 있다.

## 참조
1. ↑   보딩스쿨리뷰닷컴 프로필 페이지